# Musik Usbekistans
Die Musik Usbekistans schöpft aus der regionalen Tradition einer höfischen Musik der Städte und einer Musiktradition der Nomaden in der Steppe vor der russischen Eroberung im 19. Jahrhundert. Während der Zeit der Usbekischen Sozialistischen Sowjetrepublik von 1924 bis 1991 kamen Einflüsse einer europäisch-klassischen Musik hinzu. In beidem ist die Musik Usbekistans der Musik der anderen Länder Zentralasiens ähnlich.

## Klassische Musik
Die Musik des modernen Usbekistans hat eine sehr lange und reiche Geschichte. Es wird angenommen, dass Shashmaqam, ein zentralasiatischer Stil der klassischen Musik, seinen Ursprung in den Städten Buxoro und Samarqand im späten 16. Jh. hatte. Der Begriff Shashmaqam bedeutet übersetzt sechs Maqams und bezieht sich auf die Struktur der Musik mit sechs Abschnitten in verschiedenen Harmonien, ähnlich der klassischen traditionellen persischen Musik.
In den 1950er Jahren verlor die usbekische Volksmusik an Popularität, und die Sowjetunion verbot das Genre. Obwohl die Volksmusikgruppen verboten wurden, spielten sie ihre Musik auf ihre eigene Weise weiter und verbreiteten sie individuell. Nach der Unabhängigkeit Usbekistans von der Sowjetunion erwachte das öffentliche Interesse an der traditionellen usbekischen Musik Anfang der 1990er Jahre wieder. Derzeit wird in usbekischen Fernseh- und Radiosendern regelmäßig traditionelle Musik gespielt.

## Zeitgenössische Musik
Viele Arten von Popmusik, darunter Folk, Pop und Rock, haben sich in Usbekistan vor allem seit den frühen 1990er Jahren entwickelt. Die usbekische Popmusik ist gut entwickelt und wird durch Popmusik und verschiedene Radiosender popularisiert. Viele usbekische Sängerinnen wie Sevara Nazarxon und Sogdiana Fedorinskaja, Rayhon Gʻaniyeva haben nicht nur in Usbekistan, sondern auch in anderen GUS-Ländern wie Kasachstan, Russland und Tadschikistan kommerziellen Erfolg.